# Polymixis stupenda
Polymixis stupenda là một loài bướm đêm trong họ Noctuidae.